# 刘洪才
刘洪才（1955年6月—），辽宁盘山人。1975年8月参加工作，1979年2月加入中国共产党。北京第二外国语学院亚非语系日语专业毕业。

## 生平
1972年5月，进入北京第二外国语学院亚非语系日语专业学习。1975年8月，在中共中央对外联络部参加工作，历任副处长、处长、亚洲二局副局长、局长、副秘书长兼二局局长、秘书长兼办公厅主任等职务（其间：1989年3月至1991年12月，任中国驻日本国大使馆一等秘书；1992年11月至1993年11月，挂职山东省济宁市市中区副区长）。
2003年6月，任中共中央对外联络部副部长。2010年3月，接替劉曉明出任中国驻朝鲜大使。2015年3月，回國重任中共中央对外联络部副部长。2016年12月，不再担任中联部副部长。2018年1月，当选第十三届全国政协委员。